# Felix Dieckmann
Felix Dieckmann (* 13. August 1946 in Lüdenscheid; † 27. April 2025 in Linz) war ein deutscher Holzschneider und Opernregisseur.

## Leben und Werk
Nach dem Studium der Geschichte und Germanistik an der Universität Düsseldorf war er für kurze Zeit als Realschullehrer tätig und wechselte danach ans Theater. Parallel zur Theaterarbeit begann seine Arbeit als bildender Künstler. Er verantwortete mehr als 60 Einzelausstellungen und 20 Ausstellungsbeteiligungen. Sein Schwerpunkt lag auf dem Gebiet des Farbholzschnitts. Dieckmann war Professor am Bruckner-Konservatorium in Linz und Mitglied der internationalen Vereinigung der Holzschneider XYLON und des Kunstvereins Coburg. Von seiner Arbeit als Holzschneider sagte er selbst: „Ich habe die Geschichte des Holzschnitts nicht neu geschrieben, aber daß ich auf den Holzplatten mitunter male und diesen Vorgang dann druckend festhalte, ist eher ungewöhnlich. Die Entdeckung, mit Holzschnitten geradezu aquarellhafte Wirkungen erzielen zu können, scheint mir neu und wert, gezeigt zu werden.“

## Rezeption
- „F.D. arbeitet [...] unbeirrt und mit großer Intensität und Energie für sich und sein Werk. Und die Qualität dieser Arbeit berechtigt durchaus zu einem Vergleich mit Konkreter Kunst oder Visueller Poesie. Es hat im Lauf der Geschichte – der Kunstgeschichte – immer wieder Einzelpositionen gegeben, die das Augenmerk gesondert auf sich zogen. Ich würde sagen: Felix Dieckmann ist so eine Einzelposition.“[3]

## Inszenierungen
Dieckmann inszenierte u. a. in Linz (Oberösterreich), Osnabrück, Hildesheim und Coburg 40 Opern, darunter:
- Romeo und Julia von Charles Gounod (Linz)
- Der Jahrmarkt von Sorotschinzy von Modest Mussorgski (Hildesheim)
- Die Gespräche der Karmelitinnen von Francis Poulenc (Coburg)

## Holzschnittzyklen
- Linz (Oberösterreich), Landesgalerie: „Bilder vom Sterben“ (Zyklus)
- New York und Rom: „Bilder vom Sterben“ zusammen mit „Bilder zur Auferstehung“ (zwei Zyklen)
- Jerusalem, Wien und Linz (Oberösterreich): „Geschwister“ (Zyklus zu Gemeinsamkeiten in Judentum, Christentum und Islam)
- Chengdu/VR China, Du-Fu-Museum: „Schriftbilder“ (Zyklus; eines der Blätter illustriert "Die Würde des Menschen ist unantastbar")
- Tokio, Sophia-Universität: Assoziationen zu Mozart (Don Giovanni) und Goethe (Faust)
- Nagasaki, Museum der 21 Märtyrer: Zyklus zur Erinnerung an das Ende des 1. Weltkriegs

## Illustrationen
Etwa ein Dutzend Bücher zeigen Arbeiten des Künstlers, darunter:
- Hertha Kräftner: „Du gleichst dem satten Duft der roten Rosen ...“ gesehen von Felix Dieckmann. Bucher Verlag Hohenems/Wien/Vaduz 2014, ISBN 978-3-99018-267-3.
- Peter Kraft: Medusenschild. Gedichte zu Holzschnitten von Felix Dieckmann. Bibliothek der Provinz, 2006, ISBN 978-3-85252-780-2.
- Peter Kraft: Neue und Alte Welt. New York – Ochrid: Fünf Erzählgedichte. Illustrationen von Felix Dieckmann. Bibliothek der Provinz, 2010, ISBN 390-24-1628-9.